# مارسيل كارب
مارسيل كارب (بالإنجليزية: Marcelle Karp)‏ هي كاتِبة أمريكية، ولدت في 1964.